# Grammomys dolichurus
Grammomys dolichurus é uma espécie de roedor da família Muridae.
Pode ser encontrada nos seguintes países: Angola, Burundi, República Democrática do Congo, Quénia, Malawi, Moçambique, Ruanda, África do Sul, Sudão, Essuatíni, Tanzânia, Zâmbia e Zimbabwe.
Os seus habitats naturais são: florestas secas tropicais ou subtropicais , florestas subtropicais ou tropicais húmidas de baixa altitude, matagal árido tropical ou subtropical, matagal húmido tropical ou subtropical, matagal tropical ou subtropical de alta altitude, campos de gramíneas subtropicais ou tropicais secos de baixa altitude, terras aráveis, pastagens e áreas urbanas.